# Фаділа Блалі
Фаділа Блалі - українська винахідниця, учасниця МАН. У 2011 році МАН визнав її найкращим винахідником року.

## Винахід
"У дитини кістки як хрящі – вони дуже м’які і їх пошкодити дуже легко. Моя скоба, завдяки тому, що вона має гострі кінці, легко встановлюється в дитячу кістку. Потім вона розсмоктується через деякий час і в принципі ніяких слідів операції», - пояснила юна винахідниця."
За кілька років до випускних класів, юна винахідниця була свідком перелому стегнової кістки в немовляти під час пологів, через що дитині робили складну операцію у два етапи з імплантантом. Тоді дівчинка замислилася: як можна полегшити страждання новонароджених у такій ситуації? Передившись матеріали та проаналізувавши закордонний досвід, вона дізналася, що у багатьох країнах такі імплантати виготовляють із полімерних матеріалів, які розсмоктуються в організмі, тому не потребують видалення. Однак подібні операції проводяться лише в дорослих людей. В Україні на таку операцію відважилися лише один раз,оскільки полімери - дорогі матеріали, харківські лікарі. Дорослий пацієнт швидко одужав, а місце перелому не визначив навіть рентген.
Фаділу виготовила оригінальну полімерну скобу спеціально для немовлят. Вона має невеликий розмір і містить кількість лікувальної речовини, яка не зашкодить дитячому організму. Залежно від віку дитини та пропорцій тіла, розмір та форма скоби будуть різними. 